# Leslie Iversen
Leslie Lars Iversen (* 31. Oktober 1937 in Exeter; † 30. Juli 2020) war ein britischer Pharmakologe. Er hat besonders zum Transport von Neurotransmittern wie den Catecholaminen Noradrenalin, Adrenalin und Dopamin und den Aminosäuren γ-Aminobuttersäure (GABA) und Glycin aus dem Extrazellularraum in Zellen wichtige Erkenntnisse gewonnen. Die zelluläre Aufnahme geht mit Wirkverlust einher, denn diese Neurotransmitter erreichen ihre wirkungsvermittelnden Rezeptoren vom Extrazellularraum aus.

## Leben
Iversens Eltern waren in den 1920er Jahren aus Dänemark nach England eingewandert, wo sein Vater Manager einer Abteilung der Danish Bacon Company, heute Teil der Unternehmensgruppe Danish Crown, wurde. Leslie besuchte die einem deutschen Gymnasium entsprechende Hele’s School in Exeter. Nach zwei Jahren bei der Royal Navy studierte er als Mitglied des Trinity College in Cambridge Botanik, Chemie und Physiologie, um sich dann auf die Biochemie zu konzentrieren. 1961, am Ende seiner undergraduate studies, heiratete er seine Mitstudentin Susan Kibble, die 1993 als Susan D. Iversen Lehrstuhlinhaberin für Experimentelle Psychologie in Oxford wurde. Die Arbeit an seiner Dissertation wurde von Lionel Gordon Whitby (1926–2000) betreut, der soeben von einer Zusammenarbeit mit Julius Axelrod an den National Institutes of Health in Bethesda nach Cambridge zurückgekehrt war, anschließend von Arnold Burgen, dem neu berufenen Lehrstuhlinhaber für Pharmakologie in Cambridge. 1964 wurde Iversen zum Ph.D. promoviert. Wie für Naturwissenschaftler fast unerlässlich arbeitete er dann in US-amerikanischen Laboratorien, und zwar, durch Vermittlung von Gordon Whitby, bei Axelrod in Bethesda, danach bei Stephen Kuffler an der Abteilung für Neurobiologie der Harvard Medical School in Boston. 1966 kehrte er ans Pharmakologische Institut Cambridge zurück. Dank eines Forschungsstipendiums hatte er keine Lehrverpflichtungen außer abendlichen Tutorien am Trinity College. Von 1970 bis 1983 leitete er in Cambridge eine neu eingerichtete Forschungsgruppe Neurochemische Pharmakologie des Medical Research Council. 1983 tat er einen Schritt, der von seinen akademischen Kollegen teils missbilligt, teils bewundert wurde: Er wurde Direktor des neu eingerichteten Neuroscience Research Center – Neurowissenschaftlichen Forschungszentrums, von Merck, Sharp & Dohme in Hoddesdon, Hertfordshire, das in den kommenden Jahren bis zu 300 Angestellte beschäftigte, 2004 aber, im Zuge der Sparmaßnahmen der Firma nach der Marktrücknahme ihres Arzneimittels Vioxx® mit dem Wirkstoff Rofecoxib, geschlossen wurde. Iversen verließ Merck, Sharp & Dohme 1995, wurde Gastprofessor am Pharmakologischen Institut Oxford und gründete zugleich ein eigenes Startup-Unternehmen Panos Therapeutics Ltd., in dem mit einer Lizenz von Merck, Sharp & Dohme Cholecystokininrezeptor-Antagonisten weiterentwickelt wurden. Hinzu kamen andere Universitäts- und Berater-Positionen.

## Forschung

### Catecholamine
Die Beschreibung der psychischen Wirkungen des Meskalins in Aldous Huxleys Essay The Doors of Perception machte Iversen neugierig auf die Wirkungsweise psychotroper Substanzen. Ein konkretes Ziel fand diese Neugier durch Gordon Whitby. Whitby hatte in Bethesda mit Axelrod und Georg Hertting einen neuen Weg entdeckt, auf dem der Neurotransmitter Noradrenalin nach seiner Freisetzung aus den präsynaptischen Axonendigungen von sympathischen Neuronen wieder aus dem Extrazellularraum beseitigt wurde: nämlich durch Wiederaufnahme in die Axonendigungen mittels Membrantransport. Die Entdeckung gelang mit Hilfe von radioaktiv markiertem, und zwar 3H-Noradrenalin. Besonders interessant schien, dass die Wiederaufnahme durch manche psychotrope Stoffe wie das Kokain gehemmt wurde. Die gleiche Entdeckung gelang unabhängig dem deutschen Pharmakologen Erich Muscholl in Mainz.
Whitby und Iversen führten in Cambridge zunächst an narkotisierten Mäusen ähnliche Experimente durch. Unter der Vermutung, der Membrantransport sollte der Michaelis-Menten-Theorie gehorchen, untersuchte Iversen dann seine Kinetik an isolierten Herzen von Ratten im Detail. Die Vermutung bestätigte sich. Cocain hemmte die Aufnahme kompetitiv. Jedoch ergab sich etwas Überraschendes. Bei sehr hohen Konzentrationen von Noradrenalin – oder auch Adrenalin – gesellte sich zu dem bisher charakterisierten Transport ein zweiter, mit anderer Michaelis-Menten-Kinetik und anderer Empfindlichkeit gegenüber Hemmstoffen. Ivensen nannte ihn Uptake2 zur Unterscheidung vom länger bekannten Uptake1. Heute (2013) sind beide Transporter bis zu ihren Genen und ihrer Proteinstruktur bekannt; Uptake1 wird vermittelt durch den Noradrenalintransporter (NAT oder NET), Uptake2 durch den „extraneuronalen Monoamintransporter“ EMT. Beide gehören zur Gruppe der SLC-Transporter (SLC für solute carrier).
In Axelrods Laboratorium in Bethesda traf Iversen den gleichaltrigen französischen Pharmakologen Jacques Glowinski (1936–2020). Inzwischen wusste man, dass es auch im Zentralnervensystem Nervenzellen mit Noradrenalin, Adrenalin und dem dritten körpereigenen Catecholamin Dopamin gab. Iversen und Glowinski injizierten die 3H-Catecholamine in die Hirnventrikel und beschrieben in einer Serie von vier Publikationen ihre Verteilung und ihren Stoffwechsel in verschiedenen Arealen des Gehirns sowie die Wirkung von Psychopharmaka auf die Verteilung und den Stoffwechsel. Die erste der vier Publikationen wurde Iversens bibliometrisch erfolgreichste. 1967 fasste Iversen den Kenntnisstand in seinem Buch „The Uptake and Storage of Noradrenaline in Sympathetic Nerves“ zusammen. Über den Titel hinaus geht das Buch auf Dopamin und Adrenalin sowie auf die Catecholamine im Zentralnervensystem ein.
Die Catecholamine begleiteten Iversen weiter. In Boston fand seine Gruppe, dass Uptake1 der Anwesenheit von Na+-Ionen im Extrazellularraum bedurfte, zurück in Cambridge, dass Uptake2 durch Steroide wie Estradiol und Corticosteron gehemmt wurde. Vor allem dank Hans Thoenen war bekannt, dass 6-Hydroxydopamin ein Gift für periphere sympathische Nervenzellen war. Die Neurochemische Pharmakologie in Cambridge wies nach, dass es auch Noradrenalin- und Dopamin-Neurone im Gehirn zerstörte. Es hat danach zur Klärung der Funktion dieser Neurone gedient. Gemeinsam mit Thoenen wies die Gruppe nach, dass Nervenwachstumsfaktor aus den präsynaptischen Endigungen sympathischer Nerven retrograd in die Zellkörper transportiert wurde. Die Gruppe zeigte, dass entgegen der klassischen Vorstellung die dopaminergen Neurone der Substantia nigra ihren Transmitter nicht nur aus den präsynaptischen Endigungen, sondern auch aus den Dendriten freisetzten.
Zur Catecholaminforschung gehören schließlich Beiträge zur Pathogenese. Gemeinsam mit dem US-amerikanischen Neuroanatomen Floyd Bloom (1936–2025) bestätigte die Cambridge-Gruppe, dass es bei der Alzheimer-Krankheit zu einem Verlust nicht nur von Acetylcholin-Neuronen, sondern auch von Noradrenalin-Neuronen im Gehirn kam.
Um 1970 stand die Dopaminhypothese im Mittelpunkt der Forschungen zur Pathogenese der Schizophrenien: zu deren Symptomen trage eine Überaktivität dopaminerger Neurone im Gehirn bei. Eine wichtige Stütze war die Beobachtung, dass die therapeutisch verwendeten Neuroleptika Dopaminrezeptoren blockierten. Iversens Gruppe benutzte für ihre Versuche eine biochemische Wirkung von Dopamin, die Stimulierung des Enzyms Adenylylcyclase und damit die Bildung des second messenger cyclo-AMP. Wirklich schwächten manche Neuroleptika wie Chlorpromazin und Fluphenazin diese biochemische Wirkung des Dopamins stark ab, andere wie das Butyrophenon Spiroperidol aber nur schwach, schwächer als nach ihrer klinischen Wirksamkeit zu erwarten. Auch in einem etwas späteren Übersichtsartikel Iversens blieb der Widerspruch ungelöst. Er fand erst seine Erklärung mit der Entdeckung mehrerer Typen von Dopaminrezeptoren, von denen nicht D1 und D5, die die Adenylylcyclase stimulieren, die therapeutische Wirkung vermitteln, sondern D2 und D4, die die Adenylylcyclase hemmen (und daneben andere Folgereaktionen auslösen).
Mit diesen Arbeiten mit hat sich Iversen in die Geschichte der Catecholaminforschung eingeschrieben. Im Vergleich damit sind seine Untersuchungen zu anderen Themen weniger umfangreich geblieben.

### Aminosäure-Transmitter
Stephen Kufler an der Harvard Medical School forschte über γ-Aminobuttersäure (GABA), einen hemmenden Neurotransmitter. Sie kommt unter anderem in jenen Nerven von Hummern vor, die die Muskulatur der Tiere hemmen. Iversen und seine Mitarbeiter zeigten 1966, dass diese Nerven bei elektrischer Reizung GABA in den Extrazellularraum freisetzten; ein Experimentum crucis nennen es die Autoren. Es war Iversens erste Studie zu einem Aminosäure-Transmitter. Wie bei den Catecholaminen erhob sich die Frage nach der Beseitigung aus dem Extrazellularraum. Wieder war es – gefunden 1968 in Cambridge an Schnitten der Großhirnrinde von Ratten – Aufnahme in Zellen, einer Michaelis-Menten-Kinetik gehorchend und abhängig von den Gegenwart von Na+ im Extrazellularraum. Die aufnehmenden Zellen waren überwiegend die präsynaptischen Endigungen der GABA-Neurone, so dass nach vorangehender Freisetzung die Aufnahme eine Wiederaufnahme war. Jedoch nahmen auch Glia-Zellen GABA auf.
Auch der zweite hemmende Aminosäure-Transmitter, Glycin, wurde in Zellen aufgenommen, vor allem in die präsynaptischen Endigungen von Glycin-Neuronen.
1990 wurde das Gen eines GABA-Transporters kloniert. Dieser GABA-Transporter (es gibt mehrere) wurde damit zum Prototyp jener Unterfamilie der SLC-Transporter, die das Na+-Konzentrationsgefälle vom Extra- zum Intrazellularraum ausnutzen und als Natrium-Neurotransmitter-Symporter bezeichnet werden. Auch der Noradrenalintransporter und die Glycintransporter (es gibt ebenfalls mehrere) gehören zu dieser SLC-Unterfamilie, „SLC6“.
Einige Jahre bevor Iversen das Neuroscience Research Center in Hoddesdon übernahm, hatten Wissenschaftler von Merck, Sharp & Dohme in den USA ein neues Antikonvulsivum gefunden, MK-801 oder Dizocilpin. Iversen klärte 1988 den Mechanismus: Die Substanz war ein nichtkompetitiver Antagonist am NMDA-Rezeptor, einem von mehreren Rezeptoren für Glutamat, den wichtigsten erregenden Aminosäure-Transmitter im Zentralnervensystem. Dizocilpin wurde wegen unerwünschter Nebenwirkungen nicht als Arzneistoff eingeführt; jedoch forschte Iversen weiter. Dizocilpin band sich im NMDA-Rezeptor an dieselbe Stelle wie Ketamin und Phencyclidin, das als psychotrope Substanz missbraucht wird. Zwei neuere Designerdrogen, ein Ketamin- und ein Phencyclidin-Abkömmling, wirkten über denselben Mechanismus.
Unabhängig von seiner Wirkung als ein eigenständiger hemmender Neurotransmitter verstärkt Glycin die Erregungswirkung von Glutamat, und zwar über eine spezielle Glycin-Bindungsstelle am NMDA-Rezeptor. Iversens Gruppe identifizierte Substanzen, die die Bindungsstelle blockierten und dadurch dem Glutamat entgegenwirkten, insbesondere vor Excitotoxizität schützten. Kurz vor seinem Abschied von Merck folgerte Iversen (aus dem Englischen): „Nach vorklinischen Untersuchungen besitzen Antagonisten an der Glycin-Bindungsstelle ein großes therapeutisches Potential. Für die Klinik allerdings müssen erst Stoffe gefunden werden, die die Blut-Hirn-Schranke passieren.“

### Neuropeptide
Iversens Interesse wandte sich den Peptid-Neurotransmittern vermehrt zu, als Hans Kosterlitz, John Hughes und ihre Gruppe 1975 die körpereigenen Opioide Leucin-Enkephalin und Methionin-Enkephalin entdeckt hatten. Iversen begann, die Abgabe von Peptiden aus Schnitten von Gehirnarealen zu messen: die Enkephaline aus dem Globus pallidus, das Tachykinin Substanz P, Somatostatin und Neurotensin aus dem Hypothalamus. Wie für Neurotransmitter zu erwarten, setzten hohe K+-Konzentrationen die Peptide frei, aber nur in Anwesenheit von Ca2+-Ionen. Eine Wiederaufnahme in die präsynaptischen Endigungen wie bei den Catecholaminen und Aminosäuren gab es nicht.
Begonnen hatte die Forschungsgeschichte der Neuropeptide bereits viel früher, 1953, mit der Vermutung des österreichischen Pharmakologen Fred Lembeck in Graz, Substanz P könnte ein Überträgerstoff des primären Neurons der Schmerzbahn sein. Dafür fanden Iversen und sein Doktorand Thomas Jessell einen indirekten Beleg: Hohe K+-Konzentrationen setzten auch aus den präsynaptischen Endigungen des – Schmerzwahrnehmung vermittelnden – Nervus trigeminus im Hirnstamm Substanz P frei, schmerzstillende Opioide wie Morphin hemmten die Freisetzung, und der Opioid-Antagonist Naloxon beseitigte wiederum die Hemmung durch Opioide. Jessell und Iversen bringen Lembecks Aufsatz als ersten in ihrer Zitatliste. Zwar hatte kurz zuvor die Gruppe des Pharmakologen Klaus Starke in Essen die Hemmung der Freisetzung eines anderen Zentralnervensystem-Transmitters, des Noradrenalins, über Opioidrezeptoren gefunden. Doch brachten Jessell und Iversen erstmals die Anatomie der Schmerzbahn, den vermuteten Schmerz-Transmitter Substanz P und die analgetische Wirkung der Opioide in einen plausiblen Zusammenhang. Eine mehrtägige Behandlung mit dem Paprika-Stoff Capsaicin macht Versuchstiere unempfindlich gegen manche Schmerzreize. Im Einklang mit Lembecks Hypothese fand Iversens Gruppe, dass dabei die Substanz P aus den primären Neuronen der Schmerzbahn verschwunden war. Als sich die Existenz mehrerer Typen von Opioidrezeptoren abzeichnete, hat Iversens Gruppe sowohl den μ- als auch den δ-Typ auf den Substanz P-Neuronen nachgewiesen.
Die Substanz P-Forschung der Neurochemischen Pharmakologie in Cambridge lieferte Hinweise auf die Existenz mehrerer Typen von Rezeptoren für Substanz P, Tachykininrezeptoren. Im Neuroscience Research Center wurde die Suche nach Tachykinin-Antagonisten ein großes Projekt. Nicht mehr zu Iversens Zeit, aber später ging daraus das Antiemetikum Aprepitant hervor, ein selektiver Antagonist an Tachykinin-NK1-Rezeptoren, der als Emend® in den Handel kam.

## Anerkennung
1971 beauftragte die Britische Pharmakologische Gesellschaft Iversen mit der dritten Vorlesung zum Andenken an den britischen Pharmakologen John Gaddum. 1980 wurde er Mitglied der Royal Society, 1981 der American Academy of Arts and Sciences, 1986 der National Academy of Sciences der USA. 2003 erhielt er die Wellcome Gold Medal der Britischen Pharmakologischen Gesellschaft. Ab 1989 war er Mitglied der Academia Europaea.